# Оснащення Сухопутних військ Польщі
Згідно з даними IISS The Military Balance на 2022 рік Сухопутні війська Польщі мали в своєму розпорядженні наступну техніку:

## Техніка та озброєння
| Зброя і озброєння Сухопутний військ Польщі за станом на початок 2023 року | Зброя і озброєння Сухопутний військ Польщі за станом на початок 2023 року | Зброя і озброєння Сухопутний військ Польщі за станом на початок 2023 року | Зброя і озброєння Сухопутний військ Польщі за станом на початок 2023 року | Зброя і озброєння Сухопутний військ Польщі за станом на початок 2023 року | Зброя і озброєння Сухопутний військ Польщі за станом на початок 2023 року | Зброя і озброєння Сухопутний військ Польщі за станом на початок 2023 року | Зброя і озброєння Сухопутний військ Польщі за станом на початок 2023 року |
| Тип                                                                       | Зображення                                                                | Виробництво                                                               | Призначення                                                               | Версія                                                                    | Кількість                                                                 | Примітки |                                                                           |
| Танки                                                                     | Танки                                                                     | Танки                                                                     | Танки                                                                     | Танки                                                                     | Танки                                                                     | Танки |                                                                           |
| ------------------------------------------------------------------------- | ------------------------------------------------------------------------- | ------------------------------------------------------------------------- | ------------------------------------------------------------------------- | ------------------------------------------------------------------------- | ------------------------------------------------------------------------- | --- | ------------------------------------------------------------------------- |
| M1A2 Abrams SEP V3                                                        |                                                                           | США                                                                       | Основний бойовий танк                                                     |                                                                           | 14/116 M1A1FEP 0/250 M1A2 SEPv3 28/28 M1A2 SPEv2                          | замовлено 250 танків M1A2 Abrams SEP V3 для заміни старих танків СРСР з 2022 року повне переозброєння на нові танки ! |                                                                           |
| K2                                                                        |                                                                           | Республіка Корея · Польща                                                 | Основний бойовий танк                                                     |                                                                           | 28/180                                                                    | замовлено 180 танків у Кореї, решта танків будуть вироблятися у Польщі версія K2PL для заміни старих танків СРСР переозброєння з 2022 року |                                                                           |
| Леопард 2PL                                                               |                                                                           | Польща Німеччина                                                          | Основний бойовий танк                                                     |                                                                           | 45/128                                                                    | 150x150pixelů |                                                                           |
| Леопард 2A5                                                               | 150x150px                                                                 | Німеччина                                                                 | Основний бойовий танк                                                     |                                                                           | 105                                                                       | |                                                                           |
| Леопард 2A4                                                               |                                                                           | Німеччина                                                                 | Основний бойовий танк                                                     |                                                                           | 83                                                                        | В 2002 році зі складу ВС ФРН отримано 128 танків Леопард 2A4, виробництва в 1984–1986 роках. 116 машин перебувають на озброєнні 25-ї бронекавалерійської бригади, а ще 12 використовуються для підготовки особового складу. 25 листопада 2013 підписано контракт на поставку з Німеччини 14 танків Леопард 2A4 і 105 Леопард 2A5. Поставки намічені на 2014–2015 роки. Контракт на модернізацію танків Leopard 2A4 до версії Leopard 2PL був укладений в 2015 році, але перші вдосконалені танки польської модернізації були передані в 2020 році. Станом на початок липня 2022 року армія Польщі має 33 танки Leopard 2PL (батальйонний комплект), до кінця року має бути поставлено ще 15 аналогічних машин (ротний комплект). До липня 2023 року польські збройні сили мають отримати 142 танки стандарту Leopard 2PL. Роботи виконували спільно PGZ та концерн ZM «BUMAR-ŁABĘDY» S.A. |                                                                           |
| Бойова машина піхоти                                                      |                                                                           |                                                                           |                                                                           |                                                                           |                                                                           | |                                                                           |
| БМП Borsuk                                                                |                                                                           | Польща                                                                    | Бойова машина піхоти                                                      |                                                                           | 4/1500+                                                                   | Перші БМП надійдуть у 2023-2024 році. БМП Borsuk замінить всі БМП БМП-1. |                                                                           |
| Бронетранспортери                                                         |                                                                           |                                                                           |                                                                           |                                                                           |                                                                           | |                                                                           |
| Rosomak                                                                   |                                                                           | Фінляндія Польща                                                          | БТР                                                                       |                                                                           | 1153                                                                      | |                                                                           |
| Кугуар                                                                    |                                                                           | США                                                                       | БТР                                                                       |                                                                           | 300                                                                       | |                                                                           |
| M113 M577                                                                 |                                                                           | США                                                                       | БТР                                                                       |                                                                           | 60+                                                                       | |                                                                           |
| HMMWV                                                                     |                                                                           | США                                                                       | Всюдихід                                                                  |                                                                           | близько 220                                                               | |                                                                           |
| Ford Ranger                                                               |                                                                           | США                                                                       | Автомобіль підвищеної прохідності                                         |                                                                           | 100                                                                       | В планах отримати 648 таких автомобілів |                                                                           |
| Бойова розвідувальна машина                                               |                                                                           |                                                                           |                                                                           |                                                                           |                                                                           | |                                                                           |
|                                                                           |                                                                           |                                                                           |                                                                           |                                                                           |                                                                           | |                                                                           |
| Броньовані ремонтно-евакуаційні машини                                    |                                                                           |                                                                           |                                                                           |                                                                           |                                                                           | |                                                                           |
| WZT-3                                                                     |                                                                           | Польща                                                                    | БРЕМ                                                                      |                                                                           | 29                                                                        | БРЕМ на базі Т-72 |                                                                           |
| WPT Mors                                                                  |                                                                           | Польща                                                                    | БРЕМ                                                                      |                                                                           | 74                                                                        | Машина74 технічної допомоги на базі МТ-ЛБ |                                                                           |
| Bergepanzer Büffel                                                        |                                                                           | Німеччина                                                                 |                                                                           |                                                                           | 28                                                                        | |                                                                           |
| Протитанкове озброєння                                                    |                                                                           |                                                                           |                                                                           |                                                                           |                                                                           | |                                                                           |
| FGM-148 «Джавелін»                                                        |                                                                           | США                                                                       | ПТРК                                                                      |                                                                           | 110                                                                       | |                                                                           |
| Spike                                                                     |                                                                           | Ізраїль Польща                                                            | ПТРК                                                                      |                                                                           | 274+                                                                      | Частина виробляється за ліцензією в Польщі Spike Замінив всі ПТРК Радянського виробництва Такі як Фагот,Малютка,Метис ! |                                                                           |
| Реактивні системи залпового вогню                                         |                                                                           |                                                                           |                                                                           |                                                                           |                                                                           | |                                                                           |
| M142 HIMARS                                                               |                                                                           | США                                                                       |                                                                           |                                                                           | 20/520                                                                    | Замовлено та укладена угода з США на поставку 500 РСЗВ Польща від 2022 року, та замінять всі наявні РСЗВ старого зразка |                                                                           |
| RM-70                                                                     |                                                                           | Чехословаччина                                                            | 122-мм РСЗВ                                                               |                                                                           | 30                                                                        | |                                                                           |
| WR-40 Langusta                                                            |                                                                           | Польща                                                                    | 122-мм РСЗВ                                                               |                                                                           | 77                                                                        | Польський варіант радянської БМ-21 Град-1, вироблений в місті Стальова Воля |                                                                           |
| Артилерійські системи                                                     |                                                                           |                                                                           |                                                                           |                                                                           |                                                                           | |                                                                           |
| 2С1 «Гвоздика»                                                            |                                                                           | Польща                                                                    | 122-мм САУ                                                                |                                                                           | 522                                                                       | Вироблялися за ліцензією в Польщі |                                                                           |
| «Дана»                                                                    |                                                                           | Чехословаччина                                                            | 152-мм САУ                                                                |                                                                           | 111                                                                       | |                                                                           |
| AHS Krab                                                                  |                                                                           | Польща                                                                    | 155-мм САУ                                                                |                                                                           | 80/170                                                                    | Замовлено 170 САУ. Перші 80 були поставлені у вересні 2012-2022 року. |                                                                           |
| K9 Thunder                                                                |                                                                           | Південна Корея                                                            | 155-мм САУ                                                                |                                                                           | 48/212                                                                    | Замовлено 212 одиниць САУ K9 Thunder для Збройних сил Польщі у 2023 році |                                                                           |
| Міномети                                                                  |                                                                           |                                                                           |                                                                           |                                                                           |                                                                           | |                                                                           |
| HSW M120                                                                  |                                                                           | Польща                                                                    | 120-мм Міномет                                                            |                                                                           | 138                                                                       | |                                                                           |
| HSW M98                                                                   |                                                                           | Польща                                                                    |                                                                           |                                                                           | 100                                                                       | |                                                                           |
| Системи ППО                                                               |                                                                           |                                                                           |                                                                           |                                                                           |                                                                           | |                                                                           |
| 9K33 «Оса-АК»                                                             |                                                                           | СРСР                                                                      | самохідний ЗРК середньої дальності                                        |                                                                           | 64                                                                        | |                                                                           |
| «Куб»                                                                     |                                                                           | СРСР                                                                      | самохідний ЗРК середньої дальності                                        |                                                                           | 20                                                                        | |                                                                           |
| ЗСУ Poprad                                                                |                                                                           | Польща                                                                    | самохідний ЗРК малої дальності                                            |                                                                           | 80                                                                        | На шасі легкого бронетранспортера Dzik |                                                                           |
| Piorun                                                                    |                                                                           | Польща                                                                    | ПЗРК                                                                      |                                                                           | 420                                                                       | |                                                                           |
| Гром                                                                      |                                                                           | Польща                                                                    | ПЗРК                                                                      |                                                                           | 480                                                                       | Польський варіант ПЗРК Ігла |                                                                           |
| PZA Loara                                                                 |                                                                           | Польща                                                                    | ЗСУ                                                                       |                                                                           | 5                                                                         | Польська зенітна установка ППО на шасі PT-91 Twardy |                                                                           |
| ЗСУ-23-4 «Шилка»                                                          |                                                                           | СРСР                                                                      | ЗСУ                                                                       |                                                                           | 8                                                                         | |                                                                           |
| ЗСУ-23-4MP Biała                                                          |                                                                           | Польща                                                                    | ЗСУ                                                                       |                                                                           | 28                                                                        | |                                                                           |
| ЗУ-23-2                                                                   |                                                                           | СРСР                                                                      | зенітна установка                                                         |                                                                           | 404                                                                       | |                                                                           |
| Гелікоптери                                                               |                                                                           |                                                                           |                                                                           |                                                                           |                                                                           | |                                                                           |
| Мі-24Д                                                                    |                                                                           | СРСР                                                                      | транспортно-бойовий гелікоптер                                            |                                                                           | 31                                                                        | |                                                                           |
| Мі-2УПР                                                                   |                                                                           | Польща                                                                    | гелікоптер вогневої підтримки                                             |                                                                           | 22                                                                        | |                                                                           |
| PZL W-3WA Sokół PZL W-3RR Procjon                                         |                                                                           | Польща                                                                    | багатоцільовий гелікоптер гелікоптер радіоелектронної розвідки            | 3                                                                         | 37                                                                        | Польський гелікоптер на основі Мі-2 (завод в Швіднику) |                                                                           |
| Мі-8Т                                                                     |                                                                           | СРСР                                                                      | багатоцільовий гелікоптер                                                 |                                                                           | 17                                                                        | |                                                                           |
| Мі-2                                                                      |                                                                           | Польща                                                                    | багатоцільовий гелікоптер                                                 |                                                                           | 24                                                                        | |                                                                           |
| Мі-17Т                                                                    |                                                                           | СРСР                                                                      | багатоцільовий гелікоптер                                                 |                                                                           | 13                                                                        | |                                                                           |